# NGC 1379
NGC 1379 è una galassia ellittica situata nella costellazione della Fornace, a una distanza di circa 59 milioni di anni luce dalla nostra Via Lattea.

## Scoperta
La galassia è stata scoperta il 25 dicembre 1835 dall'astronomo britannico John Herschel.

## Descrizione
NGC 1379 è stata utilizzata da Gérard de Vaucouleurs come esempio di galassia del tipo morfologico "E0" nel suo atlante delle galassie.

## Gruppo di NGC 1399

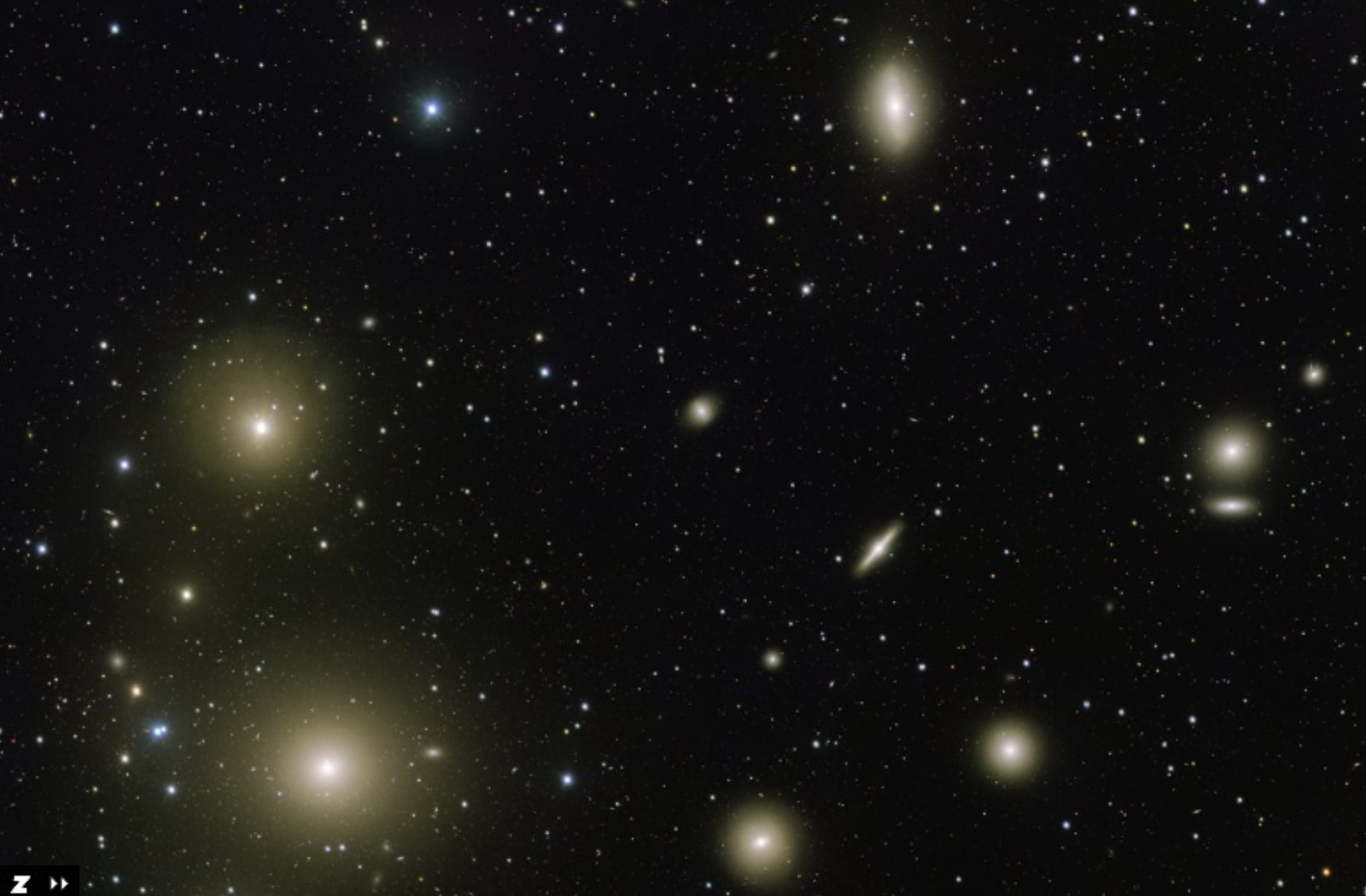
L'ammassso della Fornace ripreso dal Very Large Telescope. NGC 1379 è la piccola galassia in basso a destra.

NGC 1379 fa parte del Gruppo di NGC 1399, a sua volta incluso nel più vasto Ammasso della Fornace, e che comprende almeno 42 galassie, tra cui NGC 1326, NGC 1336, NGC 1339, NGC 1344 (=NGC 1340), NGC 1351, NGC 1366, NGC 1369, NGC 1373, NGC 1374, NGC 1387, NGC 1399, NGC 1406, NGC 1419, NGC 1425, NGC 1427, NGC 1428, NGC 1437 (=NGC 1436), NGC 1460, IC 1913 e IC 1919.
La designazione FCC 161 indica che NGC 1379 viene considerata come membro dell'Ammasso della Fornace nel catalogo di Henry Ferguson.